# Mercedes-Benz M 129
| Mercedes-Benz        | Mercedes-Benz             |
| -------------------- | ------------------------- |
|                      |                           |
| M 129                |                           |
| Hersteller:          | Daimler-Benz              |
| Produktionszeitraum: | 1965–1968                 |
| Bauform:             | Sechszylinder-Reihenmotor |
| Verbrennungsprinzip: | Ottomotor                 |
| Vorgängermodell:     | Mercedes-Benz M 127       |
| Nachfolgemodell:     | Mercedes-Benz M 130       |

Der Mercedes-Benz M 129 war ein von 1965 bis 1969 von Daimler-Benz gefertigter Sechszylinder-Reihenmotor mit Saugrohreinspritzung und 2,5 Litern Hubraum. Er war die Einspritzversion des zeitgleich produzierten Vergasermotors M 108.

## Allgemeines
Mit Saugrohreinspritzung und dem erhöhten Verdichtungsverhältnis (Anstieg von 9:1 auf 9,3:1 bzw. 9,5:1 ab 1966) erreichte dieser gegenüber dem Vergasermodell eine deutliche Leistungssteigerung. Ansonsten blieb das Aggregat im Wesentlichen unverändert.

## Technische Daten
- Sechszylinder-Reihenmotor; Motorblock aus Gusseisen; Zylinderkopf aus Aluminiumlegierung
- Kurbelwelle mit sieben Hauptlagern
- OHC-Ventilsteuerung: Eine Nockenwelle im Zylinderkopf; zwei Ventile pro Zylinder
- Saugrohreinspritzung über mechanische Bosch-6-Stempel-Einspritzpumpe mit Kennfeldsteuerung
- Bohrung x Hub: 82 mm × 78,8 mm
- Hubraum: 2496 cm³
- Verdichtungsverhältnis: 9,3:1 (9,5:1 von 1966);
- Leistung: 150 PS (110 kW) bei 5500/min
- Drehmoment: 216 Nm bei 4200/min

## Verwendung
- Mercedes-Benz W 111 250 SE Coupé / Cabriolet (1965–1967).
- Mercedes-Benz W 108 250 SE (1965–1968).
- Mercedes-Benz W 113 250 SL „Pagoden-SL“ (1966–1968).